# Vách đá và Trường Bembridge
Địa điểm được quan tâm khoa học đặc biệt Vách đá và Trường Bembridge (tiếng Anh: Bembridge School And Cliffs SSSI) là khu vực rộng 12,58 ha gần Bembridge trên đảo Wight, được chỉ định năm 1999.
Nó được liệt kê trong Đánh giá bảo tồn địa chất (Geological Conservation Review). Địa điểm này bao gồm dải bờ biển ở phía bắc vịnh Whitecliff. Steyne Wood Clays chứa hóa thạch từ Kỷ Đệ Tứ đã được tìm thấy tại địa điểm này